# بيرسيفال هال
بيرسيفال هال (بالإنجليزية: Percival Hall)‏ هو رياضياتي أمريكي، ولد في 16 سبتمبر 1872، وتوفي في 7 نوفمبر 1953.